# Rivula dispar
Rivula dispar är en fjärilsart som beskrevs av Joannis 1915. Rivula dispar ingår i släktet Rivula och familjen nattflyn. Inga underarter finns listade.